# Йорг Штайнбах
Йорг Штайнбах (нім. Jörg Steinbach; 28 травня 1956, Західний Берлін) — німецький інженер-хімік та політик (СДПН). З 2018 по 2024 рік був бранденбурзьким міністром економіки.

## Життєпис

### Освіта та професійна діяльність
Штайнбах вивчав хімію в Технічному університеті Берліна з 1975 по 1981 рік, здобув докторський ступінь (Dr.-Ing.) з 1981 по 1985 рік в тамтешньому Інституті технічної хімії та габілітувався у 1994 році. [джерело?] З 1985 по 1996 рік він працював у компанії Schering AG.
У 1996 році Штайнбах був призначений професором з технології установок та техніки безпеки у своїй альма-матер. Основними напрямками його кафедри є проєктування установок та їх компонентів, безпечне поводження з речовинами та сумішами, а також ідентифікація, оцінка та аналіз ризиків у хіміко-технологічній промисловості та врахування людського фактора при експлуатації технологічних установок.
З 2002 року Штайнбах був першим віцепрезидентом Технічного університету Берліна.
Він був членом правління DECHEMA-секції «Техніка безпеки» та членом «Технічного комітету з безпеки установок» при Федеральному міністерстві довкілля, охорони природи та ядерної безпеки.[джерело?]
Штайнбах обіймав керівні посади в організаціях інженерної освіти. З 2003 року він є головою правління Uni-assist. З 2006 по 2007 рік він був віцепрезидентом, а з 2007 по 2009 рік — президентом Європейського товариства інженерної освіти. З 2007 року Штайнбах є членом правління ASIIN та головою правління Акредитаційного об'єднання інженерних навчальних програм. [неякісне джерело]У 2013 році він отримав почесний докторський ступінь Лондонського міського університету та Національного університету водного господарства та природокористування в Рівному. З 2010 року до кінця березня 2014 року він був президентом Технічного університету Берліна та з липня 2014 року по вересень 2018 року — президентом Бранденбурзького технічного університету Котбус-Зенфтенберг.

### Політика
З листопада 2018 року він є членом СДПН.

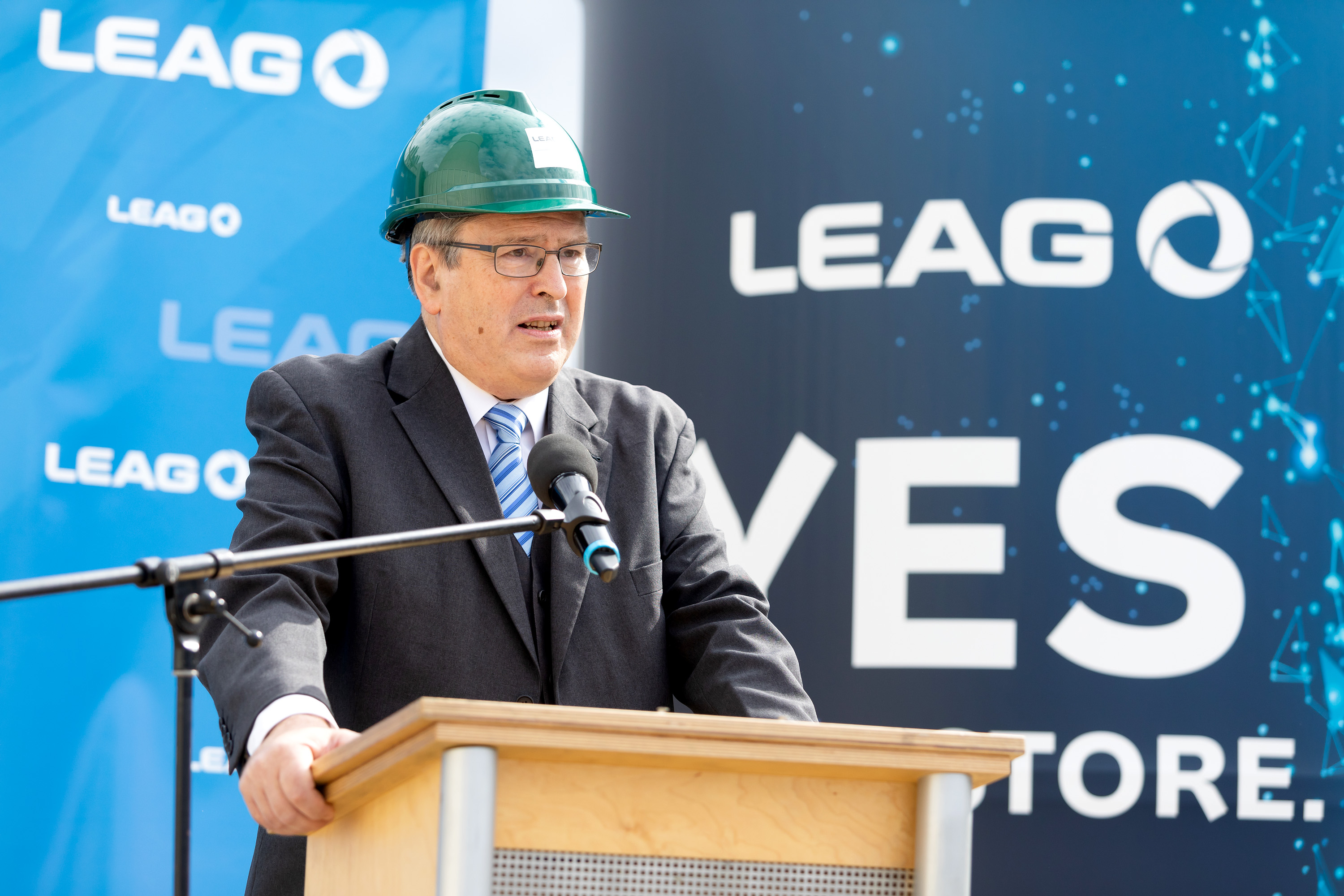
Штайнбах під час відкриття акумуляторної електростанції в Лужиці

19 вересня 2018 року його було призначено наступником Альбрехта Гербера, який пішов у відставку, на посаду міністра економіки та енергетики землі Бранденбург в уряді Войдке II. Після виборів до ландтагу Бранденбургу 2019 року 20 листопада 2019 року він був приведений до присяги як міністр економіки, праці та енергетики в уряді Войдке III.
У листопаді 2024 року Штайнбах повідомив, що не увійде до можливого уряду з Альянсом Сари Вагенкнехт, обґрунтувавши це їхніми принципово різними політичними поглядами, а також особистими причинами. З формуванням уряду Войдке IV 11 грудня 2024 року він залишив посаду міністра.

### Родина
Йорг Штайнбах одружений і має трьох синів.[джерело?]